# Caudron C.23
Le Caudron C.23 BN.2 était un bombardier de nuit (BN) biplan bimoteur à longue portée, dessiné par l'ingénieur Paul Deville et fabriqué par la Société des avions Caudron. Après son premier vol piloté par Jules Védrines en février 1918, il a été utilisé lors de la dernière année de la Première Guerre mondiale par la 22e escadrille de l'Aéronautique militaire française. 
Outre ce bombardier, l'aéronef a été produit en 2 autres versions pour le transport de 12 passagers à l'air libre (C.23), puis de 15 passagers en cabine (C.23 bis).

## Histoire
Au moment de l'Armistice en novembre 1918, 54 C.23 avaient été livrés à l'armée française. Certains ont servi avec la 22e escadrille jusqu'à leur remplacement par le plus puissant Farman F.60 Goliath en février 1920.
Très peu de temps après la guerre, certains C.23 ont été modifiés pour transporter douze passagers dans un cockpit ouvert formé par une ouverture entre le cockpit du pilote et celui du tireur mi-supérieur. 
Le 10 février 1919, on effectua le premier vol avec passagers entre Paris et Bruxelles, transportant cinq passagers inconfortablement serrés l'un contre l'autre. Un C.23, désigné « C.23 bis », a été ensuite modifié pour transporter quinze passagers en cabine.
Le 21 avril 1919 Védrines et son mécanicien Guillian ont été tués lorsque leur C.23 s'est écrasé à Saint-Rambert-d'Albon à cause d'un moteur en panne, alors qu'il tentait d'établir une ligne de Paris à Rome.

## Description
Le C.23 BN.2 a été conçu pour être un bombardier de nuit capable d'atteindre Berlin depuis la France avec une charge de bombes de 600 kg. Il a été ensuite adapté comme transport militaire. 
La catégorie militaire française BN.2 indiquait un bombardier de nuit à deux places mais le C.23 avait un équipage de trois personnes. Il avait beaucoup en commun avec le Caudron C.22 mais était presque 50 % plus grand en envergure, nécessitant un plan supplémentaire et des moteurs plus puissants. 
C'était un grand biplan construit en bois avec des ailes à cinq baies, entoilées, à corde de profil constante. Les ailes non balayées aux bords d'attaque et aux bords de fuite parallèles, se terminaient par des extrémités en biais.  
L'aile supérieure, qui portait les ailerons, avait une envergure légèrement plus grande (4 %) et une corde plus petite. 
Il n'y avait pas de décalage entre les ailes, en conséquence les ensembles d'entretoises interplans étaient parallèles, verticales et renforcées par des paires de haubans en croix à chaque baie. 
Deux paires d'entretoises en V, soutenaient parfaitement les deux carénages des moteurs Salmson 9Za de 194 kW (260 ch) neuf cylindres en étoile à refroidissement liquide (eau). Chaque moteur en étoile situé juste au-dessus de l'aile inférieure, définissait les deux baies les plus proches de la carlingue.
Le C.23 avait un fuselage à flancs plats. Il y avait un cockpit de mitrailleur dans le nez, armé d'un fusil-mitrailleur Lewis Mark I. Celui du pilote spacieux et ouvert était positionné sous le bord d'attaque de l'aile et un second cockpit d'artilleur s'ouvrait derrière lui sous une grande découpe arrondie dans le bord de fuite. Celui-ci était équipé d'un second fusil-mitrailleur Lewis tirant vers l'arrière et d'un 3e tirant vers le bas à travers une trappe dans le plancher.
La dérive, de l'empennage bas et large, portait un large gouvernail de direction qui descendait jusqu'à la quille. Sur les plans stabilisateur, faiblement inclinés (angle de calage positif) montés sur le dessus du fuselage, la gouverne de profondeur était tronquées en V pour permettre le mouvement de la gouverne de direction.
Le bombardier avait un train d'atterrissage à patin fixe à l'arrière et un train principal à paires de roues, leurs essieux étaient montés sur des barres longitudinales fixées à l'aile, sous les moteurs, par des entretoises en forme de N. Les axes de roues du train principal étaient à la verticale du bord d'attaque de l'aile inférieure.
Le Caudron C.23 a volé pour la première fois en février 1918, piloté par Jules Védrines. Le montage de moteurs plus puissants, le Salmson 18Z de 600 ch (447 kW) ou l'Hispano-Suiza 8Fb de 300 ch (224 kW), ont été envisagés en avril 1918, mais le Salmson n'était alors pas encore complètement développé et les essais avec l'Hispano n'ont pas abouti.

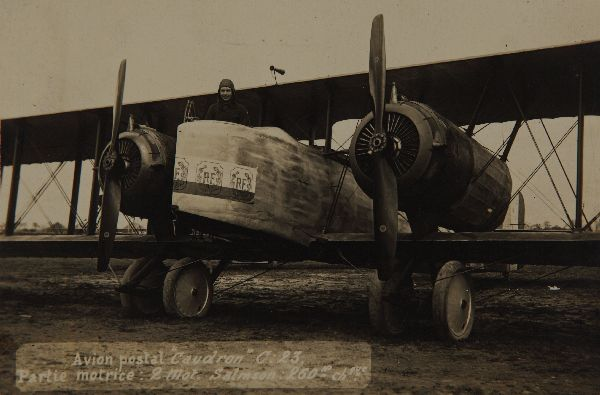
Caudron C.23 employé comme avion postal.

### Spécifications détaillées
Bombardier lourd - Version C.23 BN.2
- Longueur : 13 m
- Envergure supérieure : 24,5 m
- Envergure inférieure : 23,57 m
- Hauteur : 3,40 m
- Surface alaire : 107 m2
- Poids à vide : 2 341 kg
- Poids brut : 4 170 kg
- Capacité en carburant : 980 et 132 litres
- Moteur : 2 Salmson 9Z 9 cylindres en étoile refroidis par eau, 190 kW (260 ch) chacun
- Hélices : bipales
- Vitesse maximale : 144 km/h au niveau de la mer
- Vitesse de décrochage : 82,2 km/h
- Endurance : 6,75 h
- Plafond de service : 4 500 m
- Temps de montée en altitude : 20 min à 2 000 m - 41 min à 4 000 m
- Armement : 3 fusils-mitrailleurs Lewis Mark I (1 en position avant et 1 en position mi-haute, plus 1 ventral tirant vers le bas).
- Charge de bombe : 600 kg, puis 1 000 kg

### Opérateur
- France - Aéronautique militaire française - 22e escadrille.